# Parachernes albomaculatus
Parachernes albomaculatus es una especie de arácnido del orden Pseudoscorpionida de la familia Chernetidae.

## Distribución geográfica
Se encuentra en Colombia y Venezuela.